# لیانگ گلیانگ
لیانگ گلیانگ (انگلیسی: Liang Geliang؛ زادهٔ ) یک بازیکن تنیس روی میز اهل جمهوری خلق چین است. 
وی در مسابقات کشوری و بین‌المللی در مجموع برنده ۹ مدال طلا، ۷ مدال نقره، ۹ مدال برنز شده‌است.